# Obereopsis basirufipennis
Obereopsis basirufipennis là một loài bọ cánh cứng trong họ Cerambycidae.